# Distrito de Yauca del Rosario
El distrito de Yauca del Rosario es uno de los catorce distritos peruanos que forman la provincia de Ica en el departamento de Ica, bajo la administración del Gobierno regional de Ica.

## Historia
En la época prehispánica, Yauca del Rosario fue la ruta obligatoria hacia Querco, Huancapi, Andahuaylas y otros pueblos de Ayacucho, Huancavelica y Apurímac. A comienzos del siglo XVIII, en un lugar remoto de la pampa de Yauca, se encontró escondida entre matorrales una pequeña escultura de la Virgen del Rosario, con el Niño Jesús y un rosario nacarado en sus manos. Tenía 60 cm de alto aproximadamente y se supone, fue abandonada por arrieros que al bajar la cordillera se perdieron en medio del desierto. Según testigos, esto ocurrió el 3 de octubre de 1701.
Al intentar levantarla (para luego trasladarla a Ica), no lo consiguieron. Esto fue interpretado como un deseo de la Virgen María de permanecer en ese mismo lugar. Entonces edificaron ahí una capilla, y llevaron ahí la escultura. La noticia se dio a conocer al poco tiempo, y desde entonces cientos de devotos asisten a venerar a la Virgen de Yauca, luego considerada por la población como Patrona de Ica. Actualmente se celebra en el mes de octubre la víspera de la Virgen de Yauca y es la principal fuente de turismo del lugar.
El distrito fue creado mediante decreto del 25 de junio de 1855, en el gobierno del presidente Ramón Castilla.

## Geografía
Desierto árido.
Río: Río seco.

## Autoridades

### Municipales
- 2011 - 2014[2]
  - Alcalde: Huilber Saúl Quispe Vilca, del Partido Fuerza 2011.
  - Regidores: Gilmer Ulises Huamán Huachua (Fuerza 2011), Julia Rosario Arango de Vargas (Fuerza 2011), Mary Espino Alejo (Fuerza 2011), José Antonio Puertas Altamirano (Fuerza 2011), Williams Jaime Arenas Montoya (Frente Regional Progresista Iqueño).
- 2007 - 2010
  - Alcalde: Pelagio Ramos Valencia.

### Religiosas
- 2007 -  : Héctor Vera Colona, Obispo católico.

## Festividades
Su principal festividad es la fiesta de la Virgen del Rosario de Yauca, celebrada todos los primeros domingos de octubre de cada año.
- Semana Santa
- Carnavales.